# Sieniawa (Petite-Pologne)
Pour les articles homonymes, voir Sieniawa.
Sieniawa est une localité polonaise de la gmina de Raba Wyżna et du powiat de Nowy Targ en voïvodie de Petite-Pologne.